# Castelo Dunglass
O Castelo Dunglass (em inglês:  Dunglass Castle) é um castelo atualmente em ruínas localizado em Old Kilpatrick, West Dunbartonshire, Escócia.

## História
Encontra-se classificado na categoria "B" do "listed building" desde 14 de maio de 1971.